# Cyathea myosuroides
Cyathea myosuroides là một loài thực vật có mạch trong họ Cyatheaceae. Loài này được (Liebm.) Domin mô tả khoa học đầu tiên năm 1929.